# 7319-es mellékút (Magyarország)
A 7319-es számú mellékút egy négy számjegyű mellékút Veszprém vármegye nyugati részén; két járási székhely, Tapolca és Sümeg összekötését szolgálja.

## Nyomvonala
Tapolca déli szélén, északi irányban, Ipar utca néven indul, a 77-es főút  egy körforgalmából, a főút 47. kilométere után nem sokkal. Bő fél kilométer után északnyugat felé fordul és a Sümegi út nevet veszi fel. 700 méter megtétele után keresztezi a 26-os számú Balatonszentgyörgy–Tapolca–Ukk-vasútvonalat, és kilép a város házai közül; hamarosan ismét északabbi irányt követ. 3,6 kilométer egy motocross-pálya mellett halad el, és már 7,6 kilométer után jár, amire teljesen kilép Tapolca területéről, a város, továbbá Nyirád és Sümeg közigazgatási területeinek hármashatárát elérve.
Innentől e két utóbbi település határvonalát követi, egészen a 10+400-as kilométerszelvényéig, közben a 9+500 kilométerszelvénye előtt beletorkollik kelet-délkelet felől, Zalahaláp irányából a 73 152-es számú mellékút, 5,2 kilométer megtétele után. Itt inkább nyugati, semmint északi a vonalvezetése, éppúgy, mint azon a szakaszán, a 12+500-as kilométerszelvénye után, ahol delta csomóponttal beletorkollik Nyirád felől a 7321-es út, 10,8 kilométer megtétele után. (A delta keleti ága a 73 802-es számozást viseli.)
15,7 kilométer után éri el Sümeg első házait és temetőjét, majd a 16. kilométere közelében keresztezi a 84-es főutat, amely itt 21,7 kilométer megtétele körül jár. Kilométer-számozása azonban itt még nem ér véget: még körülbelül 300 méteren át követi a város házai között is az eddigi, északnyugati irányát, Petőfi Sándor utca néven, majd azonos néven délnyugatnak fordul.
A 16+850-es kilométerszelvénye táján újabb kereszteződésbe ér: a 7319-es számozást innen a József Attila utca viszi tovább dél-délkeleti irányba [a 84-es sümegi elkerülőjének átadása előtt ez a szakasz a főút része volt], míg a délnyugat felé egyenesen folytatódó út a 7327-es számot viseli: ez a számozás 27,5 kilométer megtétele után itt ér véget Keszthelyről indulva. A 7319-es a 84-es főútba visszatorkollva ér véget, annak 20+450-es kilométerszelvényénél, Sümeg déli részén.
Teljes hossza, az országos közutak térképes nyilvántartását szolgáló kira.gov.hu adatbázisa szerint 18,219 méter. Utóbbi oldal térképi jelölése arra látszik utalni, hogy ez az utolsó útszakasz (a 7327-es találkozásától) korábban a Devecsertől Sümegig vezető 7324-es úthoz tartozhatott, de a lekérdezés idején elérhető adatok szerint az az út jelenleg a város északi részében véget ér.

## Története
Az út létesítésének története a régmúltba nyúlik, de az biztosnak tűnik, hogy korábban voltak olyan időszakok, amikor jelentősége lényegesen nagyobb volt a mainál. 1870-ben, amikor az egész Dunántúlon kevesebb, mint tíz útvonal volt az országos közúthálózat része (a Budapestről Pozsonyon át Bécsbe, Mohácson át Eszékre, Tapolcán át Varasdra és Grácba, továbbá Mohácstól Nagykanizsára, Pozsonyból Zágrábba és Szombathelyről Ausztria felé), ez a Tapolca és Sümeg közötti útszakasz ezen országos közúthálózat részét képezte.
Amikor Veszprém megyében 1934-ben főközlekedési úthálózatot jelöltek ki, ezt az utat a kezdőpontjától a 17+100 kilométerszelvényéig, 751-es számozással harmadrendű országos közútnak minősítették.